# أوتم ويذرز
أوتم ويذرز (بالإنجليزية: Autumn Withers) هي كاتبة سيناريو وممثلة أمريكية، ولدت في 16 أكتوبر 1979 في Supply, North Carolina ‏ في الولايات المتحدة.

## وصلات خارجية
- أوتم ويذرز على موقع IMDb (الإنجليزية)
- أوتم ويذرز على موقع قاعدة بيانات الفيلم (الإنجليزية)